# Wedding Album
Wedding Album è il terzo album in studio di John Lennon e Yōko Ono. Pubblicato il 7 novembre 1969 dalla Apple, assieme ai precedenti due album, Unfinished Music No.1: Two Virgins e Unfinished Music No. 2: Life with the Lions, Wedding Album fa parte di una trilogia di lavori concettuali, sperimentali e d'avanguardia pubblicati da Lennon e Yoko Ono nel periodo che precedette la separazione dei Beatles.

## Descrizione
Lennon e Ono consideravano l'album come una sorta di souvenir del loro matrimonio (che ebbe luogo a Gibilterra, il 20 marzo 1969) da regalare ai fan che non avevano avuto l'opportunità di parteciparvi. L'album infatti presentava una lussuosa confezione contenente, oltre al disco, anche un poster con immagini del matrimonio, la fotografia di una fetta della torta nuziale, la copia del certificato di matrimonio, un fumetto di John, una cartolina, la rassegna stampa dell'evento.
L'album si compone di due sole tracce che occupano i due lati del disco. La prima, intitolata John & Yoko, venne registrata tra il 22 ed il 27 aprile 1969 negli studi di Abbey Road, e contiene le voci della coppia che si chiamano a vicenda con varie intonazioni, con un sottofondo composto dal suono dei loro battiti cardiaci descritti dallo stesso Lennon come "tamburi africani".
Il secondo brano, dal titolo Amsterdam, venne registrato nella camera 902 dell'Hotel Hilton, nell'omonima capitale olandese, tra il 25 ed il 31 marzo 1969. Il brano è costituito da interviste, conversazioni e suoni catturati nel corso del loro primo Bed-In, in occasione del viaggio di nozze della coppia. All'interno del brano, la cui durata sfiora i venticinque minuti, Lennon accenna anche un breve estratto della canzone Good Night dei Beatles.

## Tracce
1. John & Yoko – 22:23
2. Amsterdam – 24:52

L'album venne ristampato nel 1997 dalla Rykodisc con l'artwork originale e tre tracce bonus:
- Who Has Seen the Wind? (b-side di Instant Karma interpretata da Yōko Ono) - 2:03
- Listen, the Snow is Falling (b-side di Happy Xmas (War is over) interpretata da Yōko Ono) - 2:12
- Don't Worry Kyoko (Mummy's Only Looking for Her Hand in the Snow) (demo del lato b di Cold Turkey) - 2:14[5]

## Pubblicazione e accoglienza
| Recensione                    | Giudizio |
| ----------------------------- | -------- |
| AllMusic                      | [ 6 ]    |
| MusicHound                    | woof!    |
| The Rolling Stone Album Guide | [ 8 ]    |

Il Wedding Album fu pubblicato su etichetta Apple il 20 ottobre 1969 negli Stati Uniti (US Apple SMAX 3361) e il 7 novembre 1969 nel Regno Unito (UK Apple SAPCOR 11) Il disco uscì in una confezione elaborata ideata da John Kosh, che includeva un set di fotografie della coppia di sposi, disegni di Lennon, una riproduzione del certificato di matrimonio, una foto di una fetta della torta nuziale (dentro una busta bianca), e un libretto con vari articoli di giornali su John & Yoko. Infine, un sacchetto con impressa sopra la scritta "Bagism". L'album non entrò in classifica in Gran Bretagna, ma riuscì a raggiungere la posizione numero 178 negli Stati Uniti, restando in classifica per tre settimane. A proposito dello scarso successo dell'opera, Lennon in seguito disse: «Era il nostro modo di condividere la nostra cerimonia di nozze con chi voleva parteciparvi. Non ci aspettavamo che fosse un disco di successo. Era più un souvenir... Ed è per questo che lo chiamammo Wedding Album ("album di nozze"). Sai, la gente fa gli album delle foto del matrimonio, da far vedere ai parenti quando vengono a trovarli. Bene, i nostri parenti sono... quelli che potete chiamare fan, o persone che ci seguono là fuori. Quindi questo era il nostro modo di renderli partecipi del nostro matrimonio». L'album fu messo in vendita in formato vinile, musicassetta e Stereo8, ciascuno con la stessa confezione lussuosa con i gadget. Nel 1997 venne ristampato dalla Rykodisc in formato CD con l'aggiunta di tre brani aggiuntivi, due dei quali erano B-side della Plastic Ono Band composti da Ono. L'album è stato nuovamente ristampato nel marzo 2019 su etichetta Chimera in collaborazione con la Secretly Canadian. Questa edizione contiene solo le due tracce originali del 1969.
Quando venne pubblicato, il Wedding Album fu ritenuto addirittura più sperimentale di quanto fosse in realtà da almeno un recensore. Richard Williams, che aveva ascoltato due LP di prova a singola facciata dategli da Melody Maker, il 15 novembre 1969 scrisse una recensione dell'album credendo che i lati "vuoti" dove era presente solo un segnale di test per l'ingegnere del suono fossero intenzionalmente parte dell'opera, e quindi credette che fosse un album doppio. Recensendolo come tale, egli fece notare che i lati 2 e 4 "consistevano unicamente di un singolo segnale audio monotono presumibilmente prodotto elettronicamente", e che la frequenza del tono sembrava cambiare leggermente a un certo punto, dando così l'idea che avesse ascoltato attentamente tutte e due le facciate vuote di test. La cosa divertì a tal punto John Lennon, che la coppia inviò a Williams il seguente telegramma:
(John Lennon & Yoko Ono)

## Formazione
- John Lennon - chitarra, tastiera, voce
- Yōko Ono - voce
- Nicky Hopkins - pianoforte
- Klaus Voormann - chitarra, basso
- Hugh McCracken - pianoforte